# ゲノミクス
ゲノミクス（英: genomics、ジェノミクス）とは、ゲノムと遺伝子について研究する生命科学の一分野。ゲノム学（ゲノムがく）、ゲノム科学（ゲノムかがく）とも。
ゲノミクスは1980年代に現れ、1990年代のゲノムプロジェクトの開始とともに発展した。初めて完全長のゲノムが解読されたのはバクテリオファージFX174 (5,368 kb) で1980年のことである。自由生活生物としてはインフルエンザ菌で1995年。以来、猛烈な速さでゲノム解読が進行している。ヒトゲノムのおおまかな配列はヒトゲノムプロジェクトによって2001年前半に解読されている。
ポストゲノムプロジェクトのゲノミクスとして、さまざまな生物種のゲノムを比較することで、進化の解明を試みる比較ゲノミクスや、RNAiなどによる遺伝子阻害から、全体論的な機構解明を行う機能ゲノミクスなどがある。ゲノミクスではバイオインフォマティクスや遺伝学、分子生物学をツールとして用いるとともに、システム生物学のツールとしても用いられる。またゲノミクスは医療の分野に新たな治療法を提供してきている（ファーマコゲノミクス）。食品（ニュートリゲノミクス）や農業の分野へも応用される。

## ゲノム解析
ある生物が対象に選ばれた後、次の三つの段階を経る。：シーケンシング、アセンブリ、アノテーション。

ゲノムプロジェクト概要。初めに、解析対象ゲノムが選ばれる。この選択は、コストや研究の妥当性などの要因を勘案してなされる。第二に、シーケンシングが実行され、アセンブリされる。第三に、アノテーションを様々なレベルでおこなう。: 遺伝子、タンパク質、gene pathways、種間比較

### シーケンシング
歴史的に見ると、初め、シーケンシングはシーケンシングセンターという中央集中型の施設（一年に数十テラ塩基の配列決定をおこなうJoint Genome Instituteのような巨大独立行政法人に囲まれた施設）で行われていた。そこには高価な実験器具や技術サポートを必要とする研究室が集まっていた。しかし、塩基配列決定技術が進歩し、十分に高速なベンチトップ型のシーケンサーができると、平均的なアカデミックラボでもシーケンサーを使えるようになってきた。
全体的に見て、ゲノムシーケンシングの手法は二つに区分される。ショットガンシーケンシングとハイスループットシーケンシング（いわゆる、次世代シーケンシング）である。

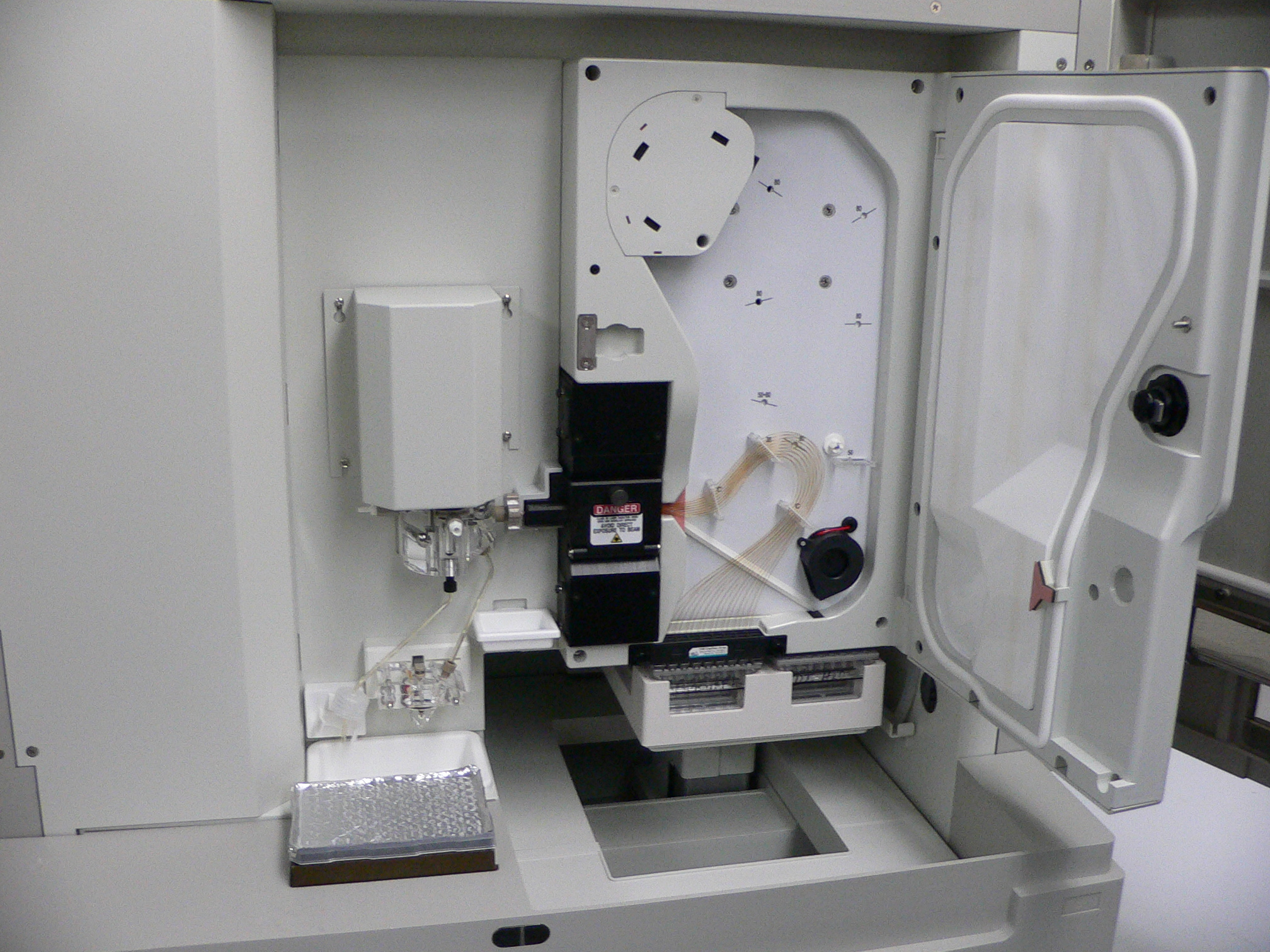
An ABI PRISM 3100 Genetic Analyzer. このようなキャピラリーシーケンサーによって、初期のゲノムシーケンシング作業が自動化された。

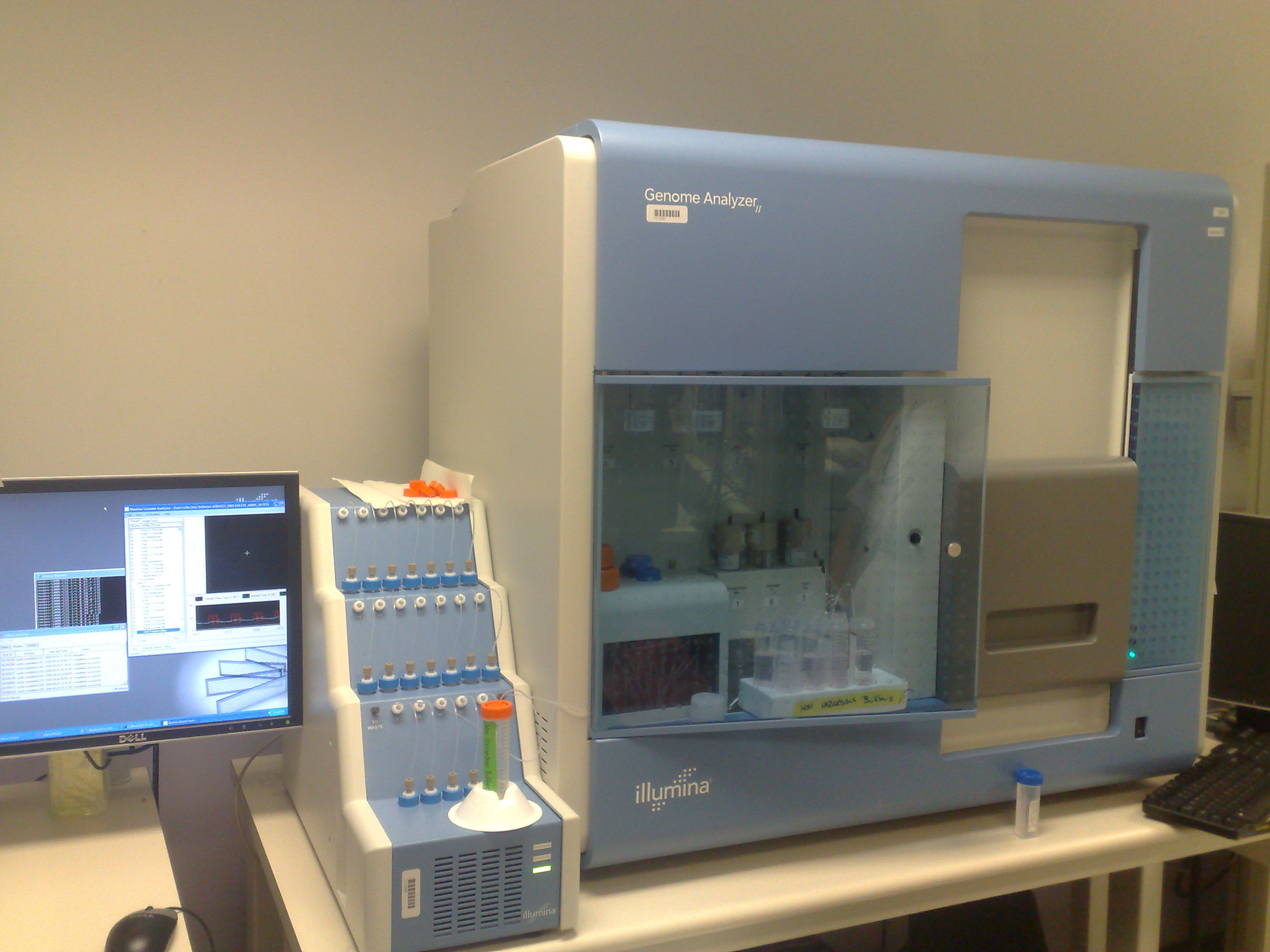
Illumina Genome Analyzer II System. Illumina technologiesは標準的なhigh throughput massively parallel sequencing技術である。

### アセンブリ
配列アセンブリは大量のDNA配列断片をアライメントし、繋ぎ合わせ、オリジナルの配列を再構築することである。

### アノテーション
アセンブリされたDNA配列は、さらに追加の解析がなされないとほとんどの場合価値はない。 
ゲノムアノテーションはDNA配列に生物学的情報を付加し、意味付けするプロセスである。
このプロセスは三つのステップからなる。
1. ゲノムの非コード領域部分を同定する。
2. タンパク質をコードする遺伝子など、何らかの機能を持つと推測される領域を同定する。（gene prediction）
3. これらの要素に生物学的情報を付加する。